# Bhupat Rai M. Oza
Bhupat Rai M. Oza es un diplomático, indio retirado.
- En 1964 entró en el servicio de relaciones exteriores.
- Fue empleado en Hong Kong y Pekín.
- En 1965 fue participante de los negocios del Plan Colombo.
- De 1970 a 1973 fue secretario de primera clase de la embajada en Tokio.
- De 1974 a mayo de 1976 fue secretario de primera clase de la embajada en Moscú.
- De mayo de 1976 a agosto de 1978 fue Alto Comisionado adjunto en Colombo.
- De 11 de septiembre de 1978 a julio de 1981 fue Alto Comisionado en Singapur.
- De julio de 1981 a julio de 1984 fue secretario de enlace en el Ministerio de Hacienda.
- De 1982 a 1984 dirigió le delegación de la India en las conferencias del Programa de las Naciones Unidas para el Desarrollo en Nueva York y Ginebra.
- De julio de 1984 a junio de 1988 fue embajador en Estocolmo cuando apareció el  Bofors scandal dice: "No tenía duda que las comisiones de Bofors a Ottavio Quattrocchi eran cohecho por Rajiv Gandhi."
- De 1988 a 1992 fue embajador en Praga.
- De 1992 a 1994 fue embajador en Seúl.[1]

## Obra
- The Ambassador's Evidence